# Accelerație areolară
Accelerația areolară este în fizică o mărime vectorială, reprezentând rata de modificare în timp a vectorului vitezei areolare, notată cel mai adesea prin simbolul {\displaystyle \scriptstyle {\dot {\vec {\Omega }}}} . Riguros, ea se definește ca derivata de ordinul întâi a vitezei areolare {\displaystyle \scriptstyle {\vec {\Omega }}} în funcție de timp. Formula sa de definiție este:

Unitatea de măsură în SI pentru accelerația areolară este {\displaystyle \scriptstyle {\frac {m^{2}}{s^{2}}}} (metru pătrat pe secundă la pătrat). În sistemul de unități de măsură tolerat, unitatea accelerației areolare este {\displaystyle \scriptstyle {\frac {cm^{2}}{s^{2}}}} (centimetru la pătrat pe secundă la pătrat).